# Stuart (Florida)
Stuart ist eine Stadt und zudem der County Seat des Martin County im US-Bundesstaat Florida. Das U.S. Census Bureau hat bei der Volkszählung 2020 eine Einwohnerzahl von 17.425 ermittelt.

## Geographie
Stuart befindet sich am St. Lucie River, unmittelbar vor dessen Mündung in den Intracoastal Waterway und Atlantik. Die Stadt liegt rund fünf Kilometer südöstlich von Port St. Lucie und 160 Kilometer nördlich von Miami.

## Geschichte
1893 bis 1895 trug die Örtlichkeit den Namen Potsdam. Dieser Name stammte von Otto Stypmann, einem damaligen Grundeigentümer im Bereich der heutigen Ortschaft Stuart, der aus Potsdam in Deutschland stammte. Potsdam wurde 1895, nach Fertigstellung des Florida East Coast Railway, zu Ehren eines anderen örtlichen Grundeigentümers namens Homer Hine Stuart, Jr. in Stuart umbenannt. 1914 wurde Stuart als Stadt deklariert.
Sehenswert ist der alte Ortskern, auch Confusion corner genannt. Mit seinen attraktiven Pubs und Ale Houses ist er Anziehungspunkt für die geringe junge Bevölkerung. Stuart ist als Rentnerwohnsitz sehr beliebt.

## Demographische Daten
Laut der Volkszählung 2010 verteilten sich die damaligen 15.593 Einwohner auf 9.869 Haushalte. Die Bevölkerungsdichte lag bei 956,6 Einw./km². 80,0 % der Bevölkerung bezeichneten sich als Weiße, 2,0 % als Afroamerikaner, 0,3 % als Indianer und 1,1 % als Asian Americans. 4,5 % gaben die Angehörigkeit zu einer anderen Ethnie und 2,2 % zu mehreren Ethnien an. 12,3 % der Bevölkerung bestand aus Hispanics oder Latinos.
Im Jahr 2010 lebten in 19,5 % aller Haushalte Kinder unter 18 Jahren sowie 37,2 % aller Haushalte Personen mit mindestens 65 Jahren. 47,3 % der Haushalte waren Familienhaushalte (bestehend aus verheirateten Paaren mit oder ohne Nachkommen bzw. einem Elternteil mit Nachkomme). Die durchschnittliche Größe eines Haushalts lag bei 1,97 Personen und die durchschnittliche Familiengröße bei 2,73 Personen.
18,9 % der Bevölkerung waren jünger als 20 Jahre, 22,3 % waren 20 bis 39 Jahre alt, 26,8 % waren 40 bis 59 Jahre alt und 32,0 % waren mindestens 60 Jahre alt. Das mittlere Alter betrug 47 Jahre. 47,1 % der Bevölkerung waren männlich und 52,9 % weiblich.
Das durchschnittliche Jahreseinkommen lag bei 40.420 $, dabei lebten 15,6 % der Bevölkerung unter der Armutsgrenze.
Im Jahr 2000 war Englisch die Muttersprache von 91,30 % der Bevölkerung, spanisch sprachen 6,09 % und 2,61 % hatten eine andere Muttersprache.

## Sehenswürdigkeiten
Das Burn Brae Plantation-Krueger House, das Lyric Theatre und das Old Martin County Courthouse sind im National Register of Historic Places gelistet.

## Verkehr
Die Stadt wird vom U.S. Highway 1 (SR 5) sowie den Florida State Roads A1A, 76 und 714 durchquert bzw. tangiert. In der Nähe führt die Interstate 95 an der Stadt vorbei.
Stuart wird von der Güterbahnstrecke Florida East Coast Railway passiert und verfügt über einen Flugplatz namens Witham Field, benannt nach einem amerikanischen Kampfpiloten im Zweiten Weltkrieg. Der nächste internationale Flughafen ist der 60 Kilometer südlich gelegene Palm Beach International Airport. Nach Norden führt die mächtige Roosevelt Bridge über den St. Lucie River.

## Kriminalität
Die Kriminalitätsrate lag im Jahr 2010 mit 243 Punkten (US-Durchschnitt: 266 Punkte) im durchschnittlichen Bereich. Es gab vier Vergewaltigungen, zehn Raubüberfälle, 38 Körperverletzungen, 108 Einbrüche, 560 Diebstähle, 19 Autodiebstähle und eine Brandstiftung.

## Söhne und Töchter der Stadt
- Jack Walrath (* 1946), Jazzmusiker
- Kathy Rinaldi (* 1967), Tennisspielerin
- Chris Marquette (* 1984), Schauspieler
- Linsey Godfrey (* 1988), Schauspielerin